# 遠征1
遠征1是歷史上第一次到國際太空站的遠征隊。

## 成員
- 威廉·薛佛（William Shepherd，NASA，曾執行4次飛行），指令長
- 謝爾蓋·克里卡列夫（Sergei K. Krikalev，RSA，曾執行5次飛行），飛行工程師
- 尤里·吉德津科（Yuri Gidzenko，RSA，曾執行2次飛行），飛行工程師

1. ↑  .   [3 May 2022]. （原始内容存档于1 June 2017）.
2. ↑  . NASA.   [3 May 2022]. （原始内容存档于1 June 2017）.
3. ↑  . Energia.   [11 August 2010]. （原始内容存档于26 May 2010）.
4. ↑  . SpaceRef.com. 31 October 2000  [11 August 2010].[永久]
5. ↑  . NASA.   [11 August 2010]. （原始内容存档于10 June 2016）.